# Торторичи
Торторѝчи (на италиански: Tortorici, на сицилиански Turturici, Туртуричи) е градче и община в Южна Италия, провинция Месина, автономен регион и остров Сицилия. Разположено е на 468 m надморска височина. Населението на общината е 6726 души (към 2011 г.).